# Wenche Myhre
Wenche Synnøve Myhre (também grafado como Wencke, (Kjelsås, Oslo), 15 de agosto de 1947 - ) é uma cantora e atriz norueguesa que teve um grande número de êxitos desde a década de 1960 nos mercados e idiomas de norueguês, alemão e sueco.
Teve o seu primeiro contrato de gravação com o compositor e produtor Arne Bendiksen com apenas 13 anos, quando venceu um concurso de talentos em Oslo em  1960.
Myhre representou a Alemanha no Festival Eurovisão da Canção 1968 com a canção  "Ein Hoch der Liebe" que terminou em sexto lugar. Participou em varias seleções alemãs e norueguesas, para ir novamente Festival Eurovisão da Canção, mas sem o voltar a conseguir. 
Em 1974, foi protagonista de uma série televisiva no canal de televisão alemão ZDF. A série chamava-se  Das ist meine Welt ("Isto é O Meu Mundo) e era uma viagem musical por muitos países, tendo Wenche como guia.
Na Suécia, trabalhou com Povel Ramel, tendo obtido muita popularidade  e audiência. Protagonizou várias filmes na Noruega e Suécia.
Atualmente vive em Nesøya , Asker, Noruega.

## Principais sucessos musicais na Alemanha
- Ich will 'nen Cowboy als Mann (1964)
- Hey, kennt Ihr schon meinen Peter (1964)
- Geht ein Boy vorbei (1965)
- Beiß nicht gleich in jeden Apfel (1966)  # 1
- Komm allein (1967)                       # 9
- Ein Hoch der Liebe (1968)                #18
- Flower Power Kleid (1968)                #17
- Abendstunde hat Gold im Munde (1969)     #36
- Er steht im Tor (1969)                   # 4
- Er hat ein knallrotes Gummiboot (1970)   #21
- Eine Mark für Charlie (1977)             # 9
- Lass mein Knie, Joe (1978)               # 5

## Filmografia
- 1977 - Bernard og Bianca (dobragem em sueco
- 1977: Semlons gronna dalar (mini-série sueca) Vipp Smukkeklatten
- 1970: Unsere Pauker geht in die Luft como Petra Thorsten
- 1968: Mannen som ikke kunne le como cantora
- 1965: Hjelp - vi får leilighet Liten
- 1964: Operasjon Sjøsprøyt Aina
- 1964: Husmorfilmen høsten 1964
- 1963: Elskere Grethe